# Mituo
Mituo (kinesiska: 弥陀) är en köping i östra Kina. Den ligger i Taihu härad i Anqing i provinsen Anhui, omkring 190 kilometer sydväst om provinshuvudstaden Hefei. Antalet invånare är 31537. Befolkningen består av 15 133 kvinnor och 16 404 män. Barn under 15 år utgör 15,0 %, vuxna 15-64 år 74 %, och äldre över 65 år 9,0 %.